# Râul Bisericii, Geamărtălui
Râul Bisericii este un curs de apă, afluent al râului Geamărtălui. 